# Sideroxylon repens
Sideroxylon repens là một loài thực vật có hoa trong họ Hồng xiêm. Loài này được (Urb. & Ekman) T.D.Penn. miêu tả khoa học đầu tiên năm 1990.